# Dianemobius furumagiensis
Dianemobius furumagiensis is een rechtvleugelig insect uit de familie krekels (Gryllidae). De wetenschappelijke naam van deze soort is voor het eerst geldig gepubliceerd in 1929 door Ohmachi & Furukawa.